# Banafsh Tappeh
Banafsh Tappeh (persiska: بَنَفش تِپِّه, بنفش تپه) är en ort i Iran.   Den ligger i provinsen Golestan, i den norra delen av landet, 250 km öster om huvudstaden Teheran. Banafsh Tappeh ligger 105 meter över havet och antalet invånare är 445.
Terrängen runt Banafsh Tappeh är varierad. Runt Banafsh Tappeh är det ganska tätbefolkat, med 75 invånare per kvadratkilometer. Närmaste större samhälle är Now Kandeh, 3,7 km norr om Banafsh Tappeh. I omgivningarna runt Banafsh Tappeh växer i huvudsak blandskog.